# Jean Blaton
Jean Blaton, dit Jean Beurlys, né le 19 novembre 1929 et mort le 17 décembre 2020, est un pilote automobile belge de compétitions essentiellement sur circuits pour voitures de sport de Grand Tourisme, spécialiste d'épreuves d'endurance.

## Biographie
Sa carrière en course s'étale entre 1957 et 1979, presque exclusivement sur Ferrari (à quelques exceptions près sur Ford GT 40 en 1968, puis Porsche 911 Carrera RSR, Lola T380, De Tomaso Pantera et Porsche 934 vers le milieu des années 1970). Il conduit régulièrement pour les Écurie Francorchamps et Équipe nationale belge jusqu'en 1974.
Il participe aux 24 Heures du Mans à 14 reprises entre 1958 et 1979, se classant 9 fois dans les douze premiers, avec 5 podiums à son actif. En 1979 il décroche encore une douzième place dans l'épreuve mancelle, pour ses 50 ans (sur Ferrari 512 BB).
À partir de 1975, il revient au Mans comme directeur d'écurie, à quatre reprises.
Son autre grande passion dans la vie est le jazz. Il apparaît jusqu'en 1980 lors de plusieurs sessions d'enregistrements, et en 1972 il intègre le Belgian BIG Band du batteur et vibraphoniste Johnny Peret.
Son importante collection de voitures de course (Ferrari 250 de ses succès manceaux, Formule 1, ChampCar, NASCAR...) a commencé à être dispersée à compter de 2005.
Sa nièce Catherine fut la première épouse de Jacky Ickx en 1970, Vanina Ickx étant sa grand-nièce.

## Palmarès principal

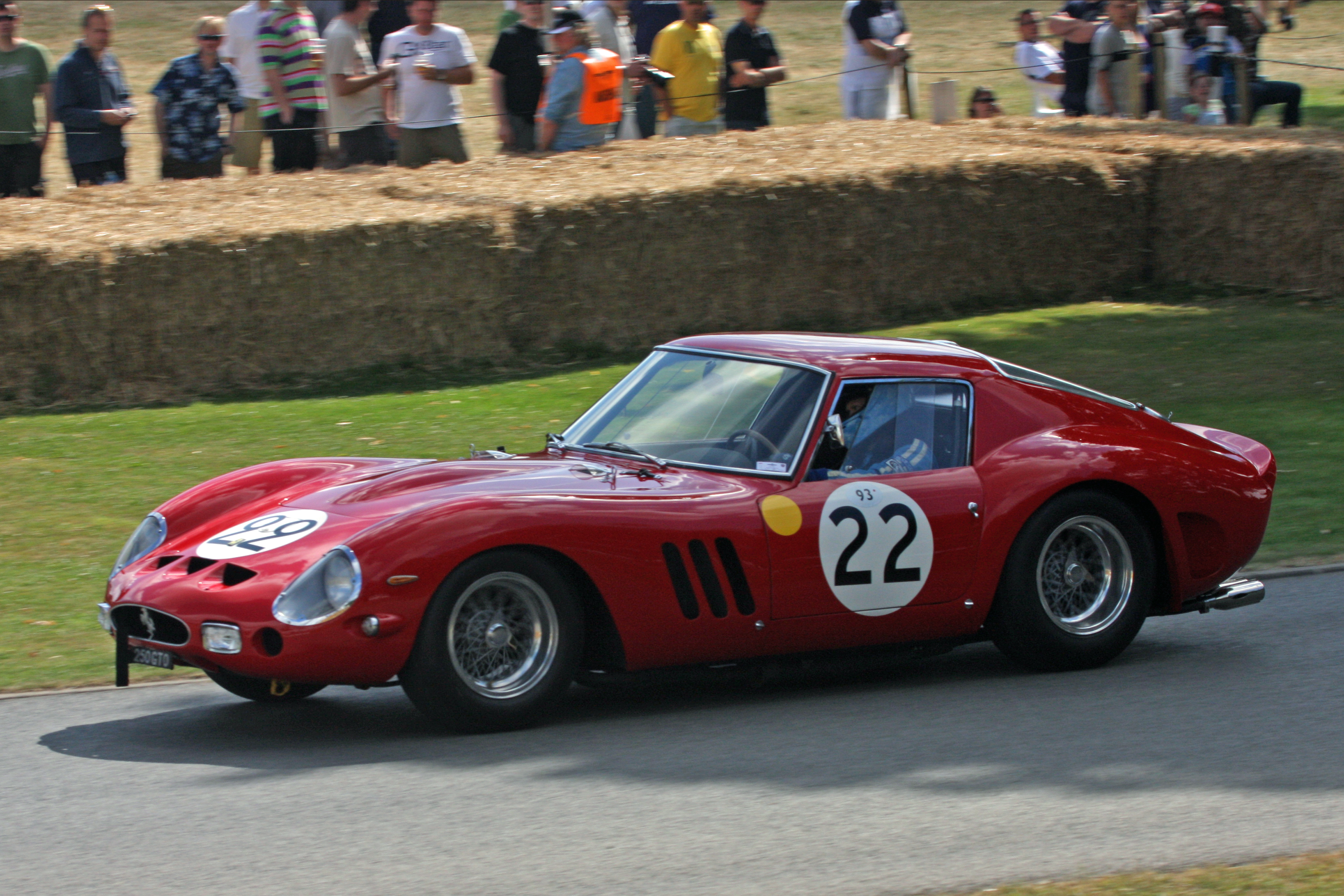
La Ferrari 250 GTO no 22 des 24 Heures du Mans 1962 (3e).

Blaton est, avec Henri Stoffel et après Bob Wollek, le pilote ayant obtenu le plus de podiums au Mans sans décrocher de victoire.
- Victoire de catégorie aux 24 Heures du Mans 1959 (GT 3.0 avec "Eldé");
- Victoire de catégorie aux 24 Heures du Mans 1963 (GT 3.0 avec Gérard Langlois von Ophem);
- Victoire de catégorie aux 24 Heures du Mans 1964 (GT 3.0 avec Lucien Bianchi);
- Victoire de catégorie aux 24 Heures du Mans 1965 (GT 3.0 avec Willy Mairesse);
- Coupes de Paris 1960 (Montlhéry);
- National de Zolder 1966;
  - 2e des 12 Heures de Reims 1958 (avec Mairesse);
  - 2e des 24 Heures du Mans 1963;
  - 2e des 1 000 kilomètres de Paris 1967 (avec L. Bianchi);
  - 3e des 24 Heures du Mans 1959;
  - 3e des 24 Heures du Mans 1962 (avec "Eldé");
  - 3e des 24 Heures du Mans 1965;
  - 3e des 24 Heures du Mans 1967 (avec Willy Mairesse);
  - 3e des 12 Heures de Reims 1965 (avec Mairesse);
  - 4e du Grand Prix de Zolder GT 1964;
  - 5e des 24 Heures du Mans 1964.